# Damir Burić (vaterpolist)
Damir Burić, hrvaški vaterpolist * 2. december 1980, Pulj, SR Hrvaška, SFRJ.
Nastopil je na poletnih olimpijskih igrah leta 2004 in na poletnih olimpijskih igrah leta 2008. Na poletnih olimpijskih igrah 2012 je bil del zmagovalne hrvaške ekipe. Burić je bil tudi del ekipe, ki je postala svetovni in evropski prvak. 